# Championnats panaméricains de cyclisme sur route de 2018
Navigation
2017 2019
Les Championnats panaméricains de cyclisme sur route sont les championnats continentaux annuels de cyclisme sur route pour les pays membres de la Confédération panaméricaine de cyclisme. Ils sont organisés conjointement par la COPACI et la fédération argentine de cyclisme.
Les championnats se déroulent du 3 au 6 mai 2018, à San Juan en Argentine.

## Podiums
| Épreuves                                | Or               | Argent              | Bronze               |
| --------------------------------------- | ---------------- | ------------------- | -------------------- |
| Compétitions masculines élite           |                  |                     |                      |
| Course en ligne                         | Sebastián Molano | Maximiliano Richeze | Christopher Mansilla |
| Contre-la-montre                        | Walter Vargas    | Rubén Ramos         | Manuel Rodas         |
| Compétitions masculines moins de 23 ans |                  |                     |                      |
| Course en ligne                         | Federico Vivas   | Francisco Lara      | Junior Marte         |
| Contre-la-montre                        | Diego Ferreyra   | Mauricio Graziani   | Luis López           |
| Compétitions féminines élites           |                  |                     |                      |
| Course en ligne                         | Arlenis Sierra   | Iraida García       | Marlies Mejías       |
| Contre-la-montre                        | Amber Neben      | Lauren Stephens     | Cristina Sanabria    |
| Compétitions féminines moins de 23 ans  |                  |                     |                      |
| Course en ligne                         | Claudia Baró     | Yarely Salazar      | Paula Villalón       |
| Contre-la-montre                        | María José Varga | Paula Villalón      | Jessica Bonilla      |

## Tableau des médailles
| Rang  | Nation                 | Or | Argent | Bronze | Total |
| ----- | ---------------------- | -- | ------ | ------ | ----- |
| 1     | Cuba                   | 2  | 1      | 1      | 4     |
| 2     | Colombie               | 2  | 0      | 1      | 3     |
| 3     | Argentine              | 1  | 3      | 0      | 4     |
| 4     | Chili                  | 1  | 1      | 2      | 4     |
| 5     | États-Unis             | 1  | 1      | 0      | 2     |
| 6     | Costa Rica             | 1  | 0      | 0      | 1     |
| 7     | Mexique                | 0  | 2      | 1      | 3     |
| 8     | République dominicaine | 0  | 0      | 1      | 1     |
| 8     | Guatemala              | 0  | 0      | 1      | 1     |
| 8     | Honduras               | 0  | 0      | 1      | 1     |
| Total | Total                  | 8  | 8      | 8      | 24    |